# Phumtham Wechayachai
Phumtham Wechayachai (tiếng Thái: ภูมิธรรม เวชยชัย; sinh ngày 5 tháng 12 năm 1953) là một chính trị gia người Thái Lan, hiện giữ chức Quyền Thủ tướng Thái Lan sau khi Paetongtarn Shinawatra bị đình chỉ chức vụ vào tháng 7 năm 2025. Trong nội các Paetongtarn, ông đảm nhiệm chức vụ Phó Thủ tướng kiêm Bộ trưởng Quốc phòng Thái Lan. Ông từng giữ chức Bộ trưởng Thương mại Thái Lan trong nội các của Srettha Thavisin trước khi giữ Quyền Thủ tướng Thái Lan từ ngày 14 đến ngày 16 tháng 8 năm 2024, sau khi Srettha Thavisin bị cách chức.

## Cuộc sống và sự nghiệp ban đầu
Phumtham sinh ngày 5 tháng 12 năm 1953 tại quận Phra Nakhon, Bangkok. Ông tốt nghiệp trung học phổ thông tại trường Taweethapisek và đã lấy bằng Cử nhân Khoa học Chính trị tại Đại học Chulalongkorn năm 1975, sau đó là bằng Thạc sĩ Khoa học Chính trị vào năm 1984. 
Phumtham là giám đốc điều hành của Shin Corporation từ năm 1997 đến năm 1998.

## Sự nghiệp chính trị
Phumtham là thành viên của Đảng Cộng sản Thái Lan từ năm 1977 đến năm 1978. Sau đó, ông là thành viên của Đảng Dân chủ Thái Lan từ năm 1978 đến năm 1997, và gia nhập Đảng Thai Rak Thai (tiền thân của Đảng Vì nước Thái) vào năm 1998. 
Phumtham từng làm cố vấn cho Thủ tướng Thaksin Shinawatra trước khi được bổ nhiệm làm Thứ trưởng Bộ Giao thông vận tải trong nội các của Thaksin vào năm 2005.
Sau cuộc đảo chính năm 2006, Phumtham bị cấm tham gia chính trị trong năm năm. Trở lại chính trường, Phumtham giữ chức Tổng thư ký và Phó lãnh đạo Đảng Vì nước Thái từ năm 2012 đến năm 2023.
Sau cuộc tổng tuyển cử Thái Lan năm 2023, Phumtham được bổ nhiệm làm Phó Thủ tướng kiêm Bộ trưởng Thương mại trong nội các Srettha Thavisin. Vào ngày 28 tháng 4 năm 2024, Phumtham được bổ nhiệm làm Quyền Bộ trưởng Bộ Ngoại giao sau khi Parnpree Bahiddha-nukara từ chức. Ngày 14 tháng 8 năm 2024, Phumtham được bổ nhiệm làm Quyền Thủ tướng Thái Lan sau khi Tòa án Hiến pháp cách chức Srettha Thavisin.